# Clifford Earp
Pour les articles homonymes, voir Wyatt Earp (homonymie).
Walter Thomas Clifford Earp (W. T. Clifford Earp, ou Clifford-Earp), né à Lambeth dans le Surrey en 1879 et mort à Camberwell en 1921 à 41 ans, est un ancien pilote automobile anglais.

## Biographie

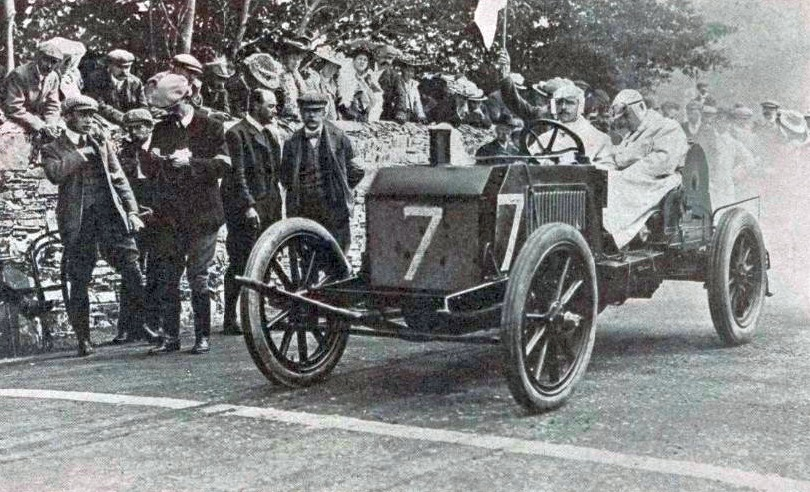
Clifford Earp, vainqueur des Éliminatoires anglaises de la Coupe Bennett 1905, sur Napier.

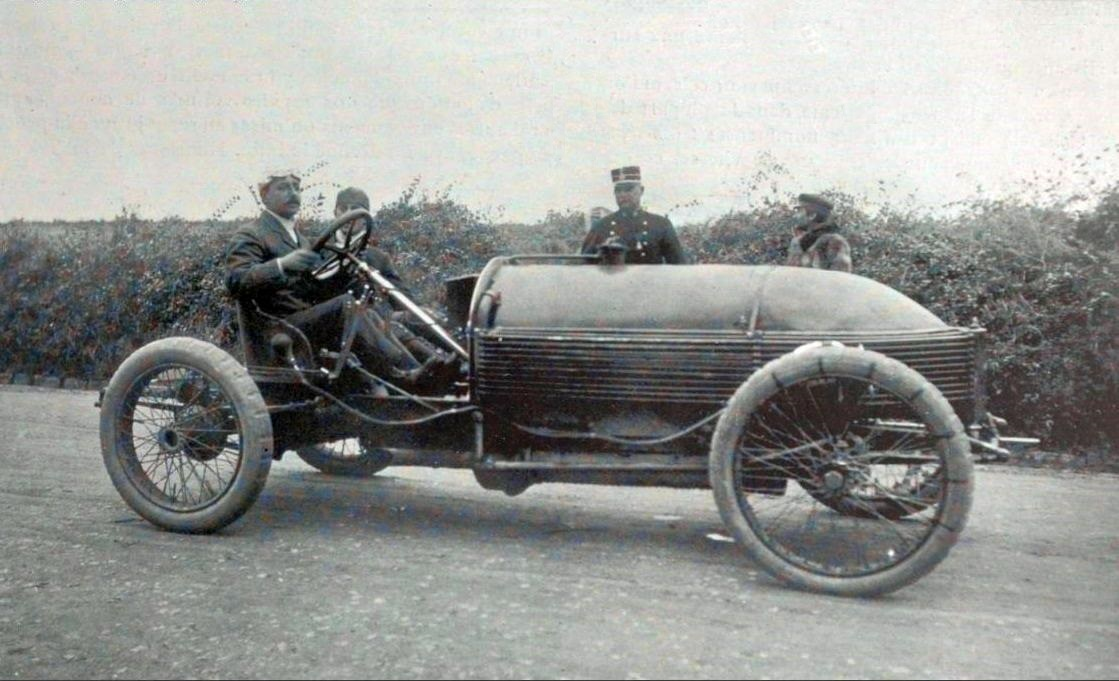
Clifford Earp vainqueur de la côte de Château-Thierry en 1905, sur Napier 90 hp. 6 cylindres.

Fils du sculpteur Arthur Clifford Earp sr. (1855-1886), il fait des études supérieures au Ardingly College.
Il a un frère, Arthur Clifford Earp jr., né le 1er janvier 1883, également coureur automobile qui lui sert parfois de mécanicien embarqué, et qui deviendra un ingénieur automobile aux Indes à partir de 1907.
Tout comme Dorothy Levitt, il est alors conseillé par Selwyn Edge, ce qui le fait parfois considérer comme un pilote presque professionnel, à l'époque par les autres conducteurs britanniques.
En 1904 à Douglas (île de Man), pour les Éliminatoires Anglaises de la Coupe Internationale Gordon Bennett, les deux frères s'écrasent dans un mur de pierre et doivent être hospitalisés. Le 5 juillet 1905 Clifford termine huitième de la coupe Gordon Bennett en Auvergne sur le circuit Michelin, après avoir cette fois pris sa revanche en remportant les Éliminatoires Anglaises de la Coupe Internationale, à bord d'une Napier (vainqueur final Léon Théry). Le même mois, lors de la première édition des Brighton Speed Trials (en), il remporte le 20 juillet la Coupe du Daily Mail pour s'être imposé lors de l'épreuve du kilomètre départ lancé, avec la Napier 90HP en 23" (record de Grande-Bretagne). Le 1er octobre de cette même année 1905, il sort vainqueur sur le continent de la Course de côte de Château-Thierry sur sa Napier.
En 1919 et 1920, il dépose plusieurs brevets visant à améliorer les pneumatiques automobiles.

## Records du monde
- 1905 (25 juillet) : 1 kilomètre départ arrêté en 35" 4/5e, sur Darracq 100HP à Brighton ;
- 1906 (27 janvier) : 100 miles, lors du Trophée de l'Automobile Club de Minneapolis à Ormond-Daytona Beach (Floride), en 1 heure 15 minutes et 40.4 secondes, toujours avec la Napier 90HP de SF Edge (mécanicien à bord H.H. Baker : au 35e mile un pneu arrière éclate et la voiture poursuit sa course sur la jante, durant les deux tiers restants du parcours) ;
- 1907 : quatre records du monde, sur Thames 60HP 6 cylindres au circuit de Brooklands (moteur spécialement fabriqué à Greenwich par Thames Ironworks, Shipbuilding, and Engineering Company Ltd.)[3] :
  - le 50 miles, en 39 minutes et 19.3 secondes ;
  - le 150 miles, en 1 heure 58 minutes et 34 secondes ;
  - l'heure, bouclée avec 76 miles et 453 yards ;
  - les 2 heures, disputées en 151 miles 146.8 yards.

## Autre victoire en sprint notable
- 1905 Kilomètre de Dourdan (octobre): en 25 s 3/5, pour 104 km/h[4].